# Vite dei profeti
Le Vite dei profeti è un apocrifo dell'Antico Testamento, pervenutoci in greco, latino, siriaco, armeno e arabo. La versione originaria, forse in ebraico, siriaco o un'altra lingua semitica, è probabilmente da collocare nel I sec. L'opera è di origine giudaica con successive interpolazioni cristiane.
Contiene particolari e leggende di provenienza extra-biblica sulle vite di alcuni profeti biblici.